# Les Molunes
Les Molunes korábbi község (település) Franciaországban, Jura megyében. 2017. január 1-jén Septmoncel községgel egyesült és Septmoncel les Molunes új község része lett.
Lakosainak száma 133 fő (2018. január 1.). Les Molunes Lélex, Mijoux, Bellecombe, Lajoux, Les Moussières, Septmoncel és Villard-Saint-Sauveur községekkel határos.

## Népesség
A település népességének változása:
| Lakosok száma | 116  | 74   | 72   | 93   | 124  | 143  | 151  | 156  | 136  | 133  |
|               | 1968 | 1975 | 1982 | 1990 | 1999 | 2011 | 2013 | 2015 | 2017 | 2018 |